# Зіядет-Аллах ІІІ
Абу Музар Зіядет-Аллах ІІІ (араб. أبو مضر زيادة الله الثالث‎‎‎‎; д/н —916) — останній емір держави Аглабідів в 903—909 роках.

## Життєпис
Походив з династії Аглабідів. Син еміра Абдаллах II. Дата народження невідома. Перша згадка відноситься до 902 року, коли супроводжував свого діда Ібрагіма у поході проти візантійців. Брав участь у захопленні Тавроменії на Сицилії та облозі Козенци в Калабрії. Тут помер Ібрагім, й Зіядет-Аллах очолив військо. Втім не очолив похід, а повернувся до Сицилії.
903 року висадився в Іфрикії, невдовзі повалив свого батька, ставши новим еміром. Потім наказав стратити братів та деяких стрийків, оскільки побоювався суперництва за трон.
Намагався діяти жорстоко за прикладом свого діда. Втім це відштовхнуло частину знаті та міського населення від еміра. Водночас посилилася пропаганда шиїтського проповідника Абу Абдаллаха, який на чолі берберського племені кутама почав проти Аглабідів відкриту війну. 905 року він захопив місто Сетіф. У 905 році аглабідське військо неподалік від Костянтини зазнало поразки від кутама.
У 906 році відбувся військовий заколот в Кайруані. Цим скористався Абу Абдаллах, що захопив місто Тубна і Білізма. За цих обставин емір у 907 році перебрався до міста-резиденції Раккада, яке ще більше зміцнив. За цим відправив потужне військо проти кутама, яке зуміло захопити декілька укріплень супротивника, але зрештою через непевність командувачів відступило до міста Багаї, яке через зраду місцевої знаті захопили війська Абу Абдаллаха. Це викликало паніку серед Аглабідів, яку Зіядет-Аллах ІІІ зміг приборкати.
У жовтні 907 року зібрав нове військо, яке доручив родичу Ібрагіму, який зустрівся із супротивником у місцевості Дар-Мадяна, але не досяг рішучого успіху. Вирішальна битва відбулася 18 березня 909 року біля Аль-Арібії, неподалік від Кайруна, де армія Аглабідів зазнала нищівної поразки. Після цього емір вирішив тікати до Єгипту, прихопивши 30 верблюдів з грошима, коштовності, одяг, меблі, наказавши спалити усі фінансові папери.
Зіядет-Аллах ІІІ втік до Сирії, де намагався отримати військову допомогу від багдадського халіфа, проте марно. Помер у 916 році в Палестині.